# Магеррамов, Анар Абель оглы
Анар Абель оглы Магеррамов (азерб. Anar Abel oğlu Məhərrəmov; род. 12 февраля 1978, Баку) — азербайджанский дипломат. Посол Азербайджана в Эстонии.

## Биография
Родился 12 февраля 1978 год в Баку. В 1998 году окончил Бакинский государственный университет, факультет международного права и международных отношений. В 2000 году окончил магистратуру этого же факультета.
В 2004 году окончил магистратуру Академии государственного управления при президенте Азербайджана, факультет государственного и местного управления.
В 2004 году получил степень кандидата юридических наук.
С 2012 года — доцент кафедры международного специального права и Европейского права Бакинского государственного университета.
В 2013 году получил степень доктора юридических наук.
С 2017 года — профессор кафедры международного специального права и Европейского права Бакинского государственного университета.
В 1999 году окончил курсы французского языка Университета Ниццы — Софии Антиполис.
В 2002 году окончил курсы по международному праву и международным отношениям Венской дипломатической Академии.
В 2003 году окончил курсы Международного института гуманитарного права.
С 2000 по 2006 год — референт, атташе, третий, второй секретарь управления международных договоров МИД Азербайджана.
С 2006 по 2010 год — второй, первый секретарь, советник посольства Азербайджана в Испании.
С 2010 по 2013 год — заместитель начальника управления международных договоров МИД Азербайджана.
С 2013 по 2016 год — начальник второго Европейского управления МИД Азербайджана.
5 апреля 2016 года присвоен ранг чрезвычайного и полномочного посланника второй степени.
Посол Азербайджана в Испании (5 апреля 2016 — 19 апреля 2021). Одновременно являлся послом Азербайджана в Андорре (18 июля 2016 — 19 апреля 2021) и постоянным представителем Азербайджана при Всемирной туристской организации (6 декабря 2016 — 19 апреля 2021).
Посол Азербайджана в Эстонии (с 26 июля 2021).
Владеет испанским, английским, турецким, русским, французским языками.